# Wiszące ogrody Semiramidy

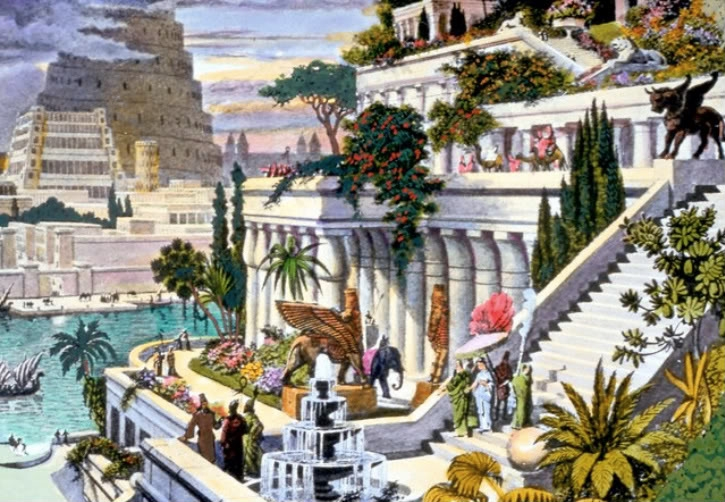
Wyobrażenie wiszących ogrodów Babilonu (Martin van Heemskerck). Na dalszym planie Wieża Babel

Wiszące ogrody królowej Semiramidy w Babilonie – jeden z  siedmiu cudów świata starożytnego zbudowany na polecenie króla Nabuchodonozora II (604–562 p.n.e.), który podarował je swojej żonie, Amytis.
Niezwykłość wiszących ogrodów budziła podziw wszystkich ludzi współczesnych, a także zdumienie i wielkie zainteresowanie potomnych. Opisywali je często historycy greccy, a od czasów Aleksandra Wielkiego zalicza się je do siedmiu cudów świata. Nabuchodonozor II podarował je swojej żonie, Amytis, ponieważ po przyjeździe do Babilonu bardzo tęskniła za bujną zielenią ojczystego kraju – Medii. Niejasne jest, dlaczego nazwano je imieniem Semiramidy. Jedna z teorii mówi, że pierwowzorem była królowa Sammu-ramat, a inna, że to przydomek samej Amytis.
Ogrody najprawdopodobniej istniały rzeczywiście, wskazują na to wzmianki w wielu źródłach historycznych z tamtego okresu (Herodot V wiek p.n.e.) oraz późniejszego (pisali o nich m.in. Strabon, I wiek p.n.e. i Diodor Sycylijski, przełom er). Obecnie przyjmuje się, że najprawdopodobniej zbudowano je w mieście Babilon. Ponadto wykopaliska przeprowadzone w miejscu ich hipotetycznego położenia wykazały obecność pozostałości rozległego pałacu Nabuchodonozora II jak i specjalnej konstrukcji tarasów i studni.
Założono je na wznoszących się tarasach i podtrzymywanych specjalną konstrukcją, którą tworzyły szeregi wąskich, coraz wyższych korytarzy sklepionych kolebkowo. Każdy taras, na którym zasadzono rośliny, był izolowany smołą i powłoką ołowianą, na których umieszczano warstwę odsączającą, a następnie grubą warstwę ziemi (do 2 m miąższości), w której rosły drzewa i krzewy, sztucznie nawadniane. Ogrody te zostały założone w VI lub VII wieku p.n.e. Zwisające z tarasów pnącza zakrywały mury, co sprawiało wrażenie, że rośliny zawieszone są w powietrzu. Do ich nawadniania używano wody z Eufratu, którą dostarczano na poszczególne poziomy za pomocą systemu kanałów i drenów.

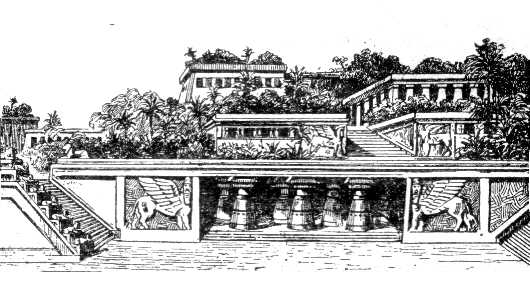
Ogrody Semiramidy według wyobrażeń z początku XX wieku